# Parallelia dentilinea
Parallelia dentilinea là một loài bướm đêm trong họ Erebidae.